# Our Sound
Our Sound: The Asia-Pacific Song Contest är en musiktävling för länder i Asien och Oceanien som bygger på konceptet Eurovision Song Contest. Till skillnad från Eurovision Song Contest drivs dock Asia-Pacific Song Contest kommersiellt. När första tävlingen kommer att hållas är ännu oklart då tävlingen skjutits upp flera gånger.

## Historia
Konceptet presenterades för första gången 2007 då den Europeiska radio- och TV-unionen, arrangör av Eurovision Song Contest, berättade att man var på väg att sälja formatet till att asiatiskt företag som kommer att hålla en liknande tävling i Asien. Namnet på tävlingen var ursprungligen Asiavision Song Contest, men detta namn slutade användas till förmån för Asia-Pacific Song Contest under början av 2009. Man annonserade att den första tävlingen skulle hållas i november 2009, men tävlingen sköts upp till november 2010. I slutet av 2009 fick tävlingen sitt nuvarande namn Our Sound med underrubriken The Asia-Pacific Song Contest. Även tävlingen som skulle hållits i november 2010 sköts upp.

## Deltagare
Dessa länder angavs för deltagande inför tävlingen som skulle hållits 2009. Sedan dess har varken dessa eller nya länder bekräftats.
| Antal | Länder |
| ----- | --- |
| 14    | Australien, Bangladesh, Filippinerna, Hongkong, Indien, Indonesien, Kambodja, Kina, Malaysia, Nya Zeeland, Singapore, Taiwan, Thailand, Vietnam |